# Eupelmus euoplias
Eupelmus euoplias är en stekelart som beskrevs av Perkins 1910. Eupelmus euoplias ingår i släktet Eupelmus och familjen hoppglanssteklar. Inga underarter finns listade i Catalogue of Life.